# 兎塚村
兎塚村（うづかそん）は、兵庫県美方郡にあった村。現在の香美町村岡区の南端にあたる。

## 地理
- 山岳 ： 妙見山、鉢伏山、瀞川山
- 河川 ： 湯舟川、大野川、大谷川

## 歴史
- 1889年（明治22年）4月1日 - 町村制の施行により、七美郡作山村・日影村・宿村・黒田村・福岡村・八井谷村・森脇村・和地村・池平村・高坂村・口大谷村・中大谷村・大篠村の区域をもって発足。
- 1896年（明治29年）4月1日 - 所属郡が美方郡に変更。熊次村の一部（大字大野）を編入。
- 1955年（昭和30年）4月1日 - 村岡町と合併し、改めて村岡町が発足。同日兎塚村廃止。

## 交通

### 道路
- 国道9号